# Clubiona caplandensis
Clubiona caplandensis är en spindelart som beskrevs av Embrik Strand 1907. Clubiona caplandensis ingår i släktet Clubiona och familjen säckspindlar. Inga underarter finns listade i Catalogue of Life.